# Vicente de la Mata (labdarúgó, 1944)
Vicente de la Mata (Rosario, 1944. július 2. – 2024. november 21.) válogatott argentin labdarúgó, középpályás. Apja Vicente de la Mata (1918–1980) szintén válogatott argentin labdarúgó, edző.

## Pályafutása

### Klubcsapatban
1961 és 1970 között az Independiente, 1970–71-ben a mexikói Necaxa, 1971 és 1976 között a mexikói Veracruz, 1976–77-ben a chilei O’Higgins labdarúgója volt. 1978–79-ben az Argentino de Quilmes csapatában fejezte be az aktív játékot. Az Independiente csapatával három argentin bajnoki címet szerzett.

### A válogatottban
1965–66-ban hat alkalommal szerepelt az argentin válogatottban.

## Sikerei, díjai
Independiente
- Argentin bajnokság
  - bajnok (3): 1963, 1967 Nacional, 1970 Metropolitano

## Statisztika

### Mérkőzései az argentin válogatottban
| Argentína | Argentína          | Argentína                        | Argentína   | Argentína | Argentína     | Argentína            | Argentína | Argentína  |
| #         | Dátum              | Helyszín                         | Hazai       | Eredmény  | Vendég        | Kiírás               | Gólok     | Esemény    |
| --------- | ------------------ | -------------------------------- | ----------- | --------- | ------------- | -------------------- | --------- | ---------- |
| 1.        | 1965. július 14.   | Buenos Aires, Estadio Monumental | Argentína   | 1 – 0     | Chile         | Copa Carlos Dittborn | -         |            |
| 2.        | 1965. július 21.   | Santiago, Estadio Nacional       | Chile       | 1 – 1     | Argentína     | Copa Carlos Dittborn | -         | becserélve |
| 3.        | 1965. augusztus 1. | Buenos Aires, Estadio Monumental | Argentína   | 3 – 0     | Paraguay      | vb-selejtező         | -         |            |
| 4.        | 1965. augusztus 8. | Asunción, Olimpia Stadion        | Paraguay    | 0 – 0     | Argentína     | vb-selejtező         | -         |            |
| 5.        | 1966. június 11.   | Buenos Aires, Estadio Monumental | Argentína   | 1 – 1     | Lengyelország | barátságos           | -         | 46'        |
| 6.        | 1966. június 22.   | Torino, Stadio Comunale          | Olaszország | 3 – 0     | Argentína     | barátságos           | -         | 21'        |
|           | Összesen           |                                  |             | 6         | mérkőzés      |                      | 0         | gól        |